# Harcerski Znak Balonowy
Harcerski Znak Balonowy nawiązuje do odznaki obserwatora balonowego wojsk II RP. Jest odznaką wyszkolenia balonowego członków ZHP.
Celem nadawania odznaki jest uhonorowanie wiedzy i umiejętności z zakresu baloniarstwa członków  ZHP odbywających szkolenie balonowe, inspirowanie ich do pogłębiania znajomości teraźniejszości, historii i tradycji polskiego baloniarstwa.
Odznaka wykonana z metalu, przedstawia wieniec z liści lauru i dębu (barwa, wzór i symbolika jak w Krzyżu Harcerskim) oplatających kotwicę z umieszczoną na jej górnej części lilijką harcerską. Na kotwicy wsparty jest orzeł trzymający w dziobie liną łączącą wieniec i kotwicę. Lina związana jest, w dolnej części wieńca, płaskim węzłem (symbolizującym braterstwo skautowe).
Prawo nadawania odznaki i obowiązek rejestru wydanych odznak ma Kapituła Harcerskiego Znaku Balonowego przy Wydziale Specjalności Głównej Kwatery ZHP powoływana przez Naczelnika ZHP.